# Antiek

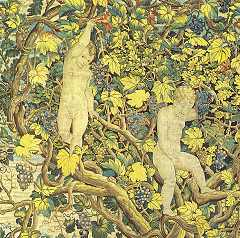
Spaans wandkleed, 16e eeuw

Het woord antiek is een verzamelnaam voor oude kunst-, sier- en gebruiksvoorwerpen.

## Criteria
De belangrijkste criteria die bepalen of een voorwerp antiek is, zijn:
- Het voorwerp moet door mensenhand gemaakt zijn (met hooguit beperkt gebruik van machines).
- Het moet een zekere ouderdom bezitten. Doorgaans wordt daarbij uitgegaan van een leeftijd van 100 jaar; in bepaalde gevallen is een voorwerp echter al antiek als het 75 jaar oud is.
- Bij boeken geldt een wat minder streng criterium: zij zijn antiek als ze 75 jaar oud zijn. Boeken van recenter datum, die echter niet meer leverbaar zijn bij de uitgever, heten zeldzaam. Bij het zogenaamd modern antiquariaat (of "ramsj") is er in het geheel geen ouderdomscriterium: hier gaat het om (recente) uitgeversrestanten die voor een fractie van de prijs worden verkocht.

### Antiek en oude kunst
Antiek dient te worden onderscheiden van kunst. Van het laatste is sprake als het voorwerp van een uitzonderlijke en unieke kwaliteit is. Bij antiek is dat doorgaans niet het geval; weliswaar kan er uitstekend vakmanschap aan ten grondslag liggen, maar overigens is de ouderdom belangrijker dan de kunstzinnige waarde.
- Een Van Gogh is een kunstwerk, geen stuk antiek. Een aardig schilderij uit dezelfde tijd, dat op geen artistieke kwaliteiten aanspraak kan maken, is wel antiek.

Het onderscheid is soms moeilijk te maken, met name waar het om gebruiksvoorwerpen gaat die door hun design beroemd zijn geworden.
- De Rietveldstoel uit 1918, glaswerk van Chris Lebeau uit de jaren twintig of oud batikwerk uit Indonesië kunnen, indien het ouderdomscriterium niet al te streng wordt toegepast, als antiek worden beschouwd. Evengoed kunnen ze echter als kunstwerk worden opgevat.

## Categorieën
Enkele veelvoorkomende soorten van antiek zijn de volgende.

### Schilderijen
Schilderijen kunnen uiteraard kunst zijn (als zij artistieke waarde hebben) en ook antiek (als zij aan het ouderdomscriterium voldoen). De veelgehoorde uitdrukking "kunst en antiek" suggereert dan ook ten onrechte dat het hier om twee categorieën zou gaan die elkaar uitsluiten.
De waarde van een antiek schilderij is, los gezien van de artistieke waarde, afhankelijk van onder meer de staat waarin het verkeert, het onderwerp (hier zijn modetrends herkenbaar) en de toepasselijkheid (vaak is een schilderij dat een bepaalde lokaliteit weergeeft, in de regio zelf meer gewild dan elders).
Ook gravures, meestal etsen, worden veel door antiquairs verhandeld. Dit betreft algemeen plaatwerk, stadsgezichten, kaarten en kopieën van schilderijen. Sommige etsen zijn na het drukken met de hand ingekleurd. Omdat etsen reproduceerbaar zijn en dus minder zeldzaam dan schilderijen, zijn ze over het algemeen veel goedkoper. Oude boeken en atlassen bevatten eveneens vaak gravures, die soms los verhandeld worden.

### Meubilair
Meubilair wordt wel gezien als verlengstuk van de architectuur, zij het dat meubels dan het beweeglijke deel vormen. (Het Latijnse mobilis, "beweeglijk", verwijst wellicht naar die verplaatsbaarheid, hoewel ook wel is verondersteld dat het herinnert aan de reiskisten die hooggeplaatsten in de Middeleeuwen op hun reizen meenamen om hun bezittingen te vervoeren.)
Aangezien meubels vaak van hout zijn gemaakt, waren zij vergankelijk. De meeste stammen uit de periode van de Gotiek of uit later perioden. Daarbij is de periodisering deels afhankelijk van het land van herkomst: zo spreekt men in Engeland van stijlen als Regency of George III, terwijl op het vasteland van Europa stijlen als Louis XVI bekender zijn.
Bij meubilair, maar ook bij andere vormen van antiek, moet nog de Amerikaanse koloniale stijl worden genoemd. Die benaming zou verwarring kunnen wekken: zij verwijst naar de periode waarin de huidige Verenigde Staten zelf nog een kolonie waren.
Oudere meubelen zijn vaak zwaar, ze werden aanvankelijk zelfs uit een enkel stuk hout vervaardigd, en er kwam nog geen metaal aan te pas. In de 17e eeuw deden gevorderde technieken hun intrede: het houtdraaien maakte lichtere uitvoeringen mogelijk, bekledingen werden geïntroduceerd, en versieringen (vergulden, lakken) werden toegepast.
De gebruikte houtsoorten zijn, met name tot 1750, vaak inheems geweest. In Nederland werd veel eikenhout gebruikt, in de Scandinavische landen lag het accent veeleer op vuren. Dit maakt het determineren van de herkomst van een meubel makkelijker. Allengs werd echter ook hout uit de koloniën gebruikt, wat uiteraard vooral voor duurdere stukken gold. Het hout kan op allerlei wijzen bewerkt zijn, maar vaak is het patina, de diepe tint die het materiaal in de loop der eeuwen kreeg, van grote waarde.
Meubilair valt in enkele hoofdgroepen uiteen.

#### Zitmeubels
Zitmeubels kunnen variëren van eenvoudige houten krukjes tot stoelen en banken; bekleding en versiering worden in de loop der eeuwen vaak verfijnder en kostbaarder.

#### Tafels
Een tafel kon gebruikt worden om er aan te eten, maar ook om aan te schrijven. Vanaf het middeleeuwse begin, met de eenvoudige schragentafels, via kloostertafels, ontstaan ingewikkelde soorten. Een hangoortafel is veelal ovaal, en de uiteinden kunnen worden neergeklapt; een gatelegtafel heeft draaiende pootconstructies. In de 18e eeuw deed zich een tendens naar intimiteit voor: eettafels, die voorheen nogal groot waren geweest, werden nu juist in kleinere uitvoeringen vervaardigd.
Naast de genoemde vormen bestaat er nog een veelheid aan variatie, van toilet- tot dien-, bijzet- en schaaktafels.

#### Bergmeubels

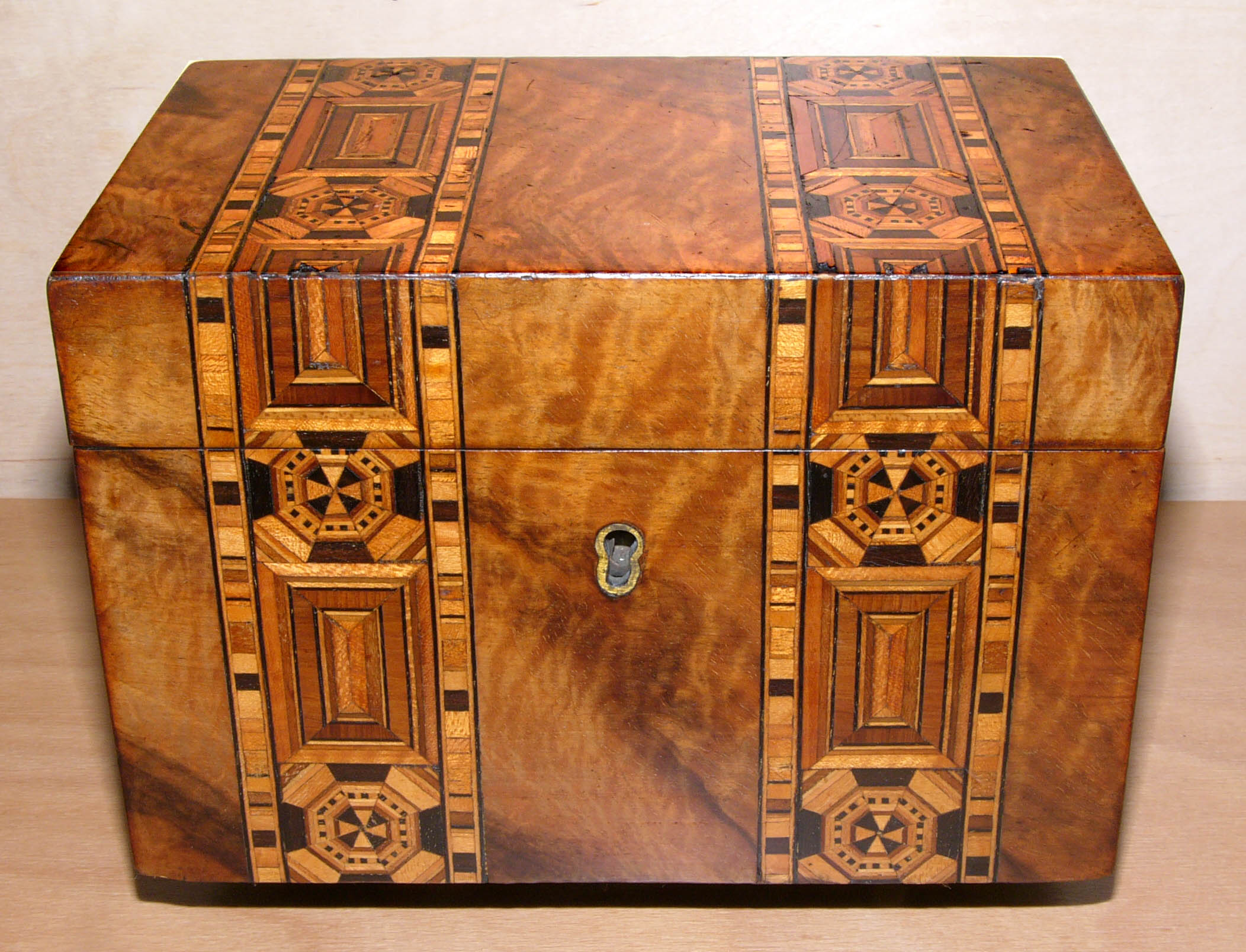
Theekist (Engels)

De eerste bergmeubels waren waarschijnlijk opbergkisten (zie boven), die allengs poten kregen. Vervolgens werden deze kasten hoger uitgevoerd, of kregen ze een opbouw; verplaatsing was niet langer een doel. Het gebruik werd specialistischer: er ontstonden linnen- en garderobekasten, vaak met deuren, maar daarnaast kwamen ladekasten in zwang, waarvan de tafelachtige commode een voorbeeld was. Kabinetten werden ontworpen voor het opbergen van waardevolle papieren of kostbaarheden. Wilde men die kostbaarheden ook nog laten zien, dan deed een vitrinekast dienst: vaak bevond zich alleen in deuren, aan de voorkant, glas. Aan de wand van een eetkamer bevond zich een dressoir (Engels: dresser); daarin werd serviesgoed bewaard, maar het dressoir diende ook als serveertafel. Boekenkasten konden deel uitmaken van een groter geheel (dan hadden ze bijvoorbeeld een onderstel van laden); de bovenkast was vaak van glas voorzien. In 1808 werd een variant uitgevonden die om zijn as kon draaien en daardoor vier rijen boeken kon tonen: de boekenmolen.

#### Schrijfmeubelen
Schrijfmeubelen ontstonden in de 17e eeuw. Zij kunnen een schuin opstaand blad hebben, dat in neergeklapte positie te gebruiken is als schrijfblad; maar er zijn ook modellen (de zogenaamde escritoires of secretaires) waarvan het blad verticaal naar boven klapt, en dus ogenschijnlijk een deel van de staande wand van het meubel vormt.
Ook voor de 17e eeuw werd er uiteraard al geschreven, en de gewone tafels ontwikkelden zich in de 16e eeuw tot speciale schrijftafels, vaak met een licht hellend blad en met laden onder dat blad. Ze stonden, zoals andere tafels, op vier poten. Later kwam het bureau zoals wij dat kennen: een blad dat aan weerszijden werd gestut door een ladenkolom.

#### Overig meubilair
Naast de genoemde hoofdgroepen valt nog aan een grote verscheidenheid andere meubels te denken. Bedden konden zeer fijn bewerkt zijn, en bekende vormen aannemen, zoals het hemelbed en het bootbed (dat laatste werd zo genoemd vanwege de zijkanten, die cirkelsegmenten vormden: het midden daarvan was lager dan hoofd- en voeteneinde). Etagères, (muziek)standaards, dienbladen, spiegels, wastafels, kamer- en haardschermen zijn enkele andere voorbeelden van meubilair.

### Klokken, horloges, instrumenten

#### Klokken
Uit de Oudheid stammen zonnewijzers en waterklokken, terwijl over de vroege Middeleeuwen weinig bekend is.
Een klok is zowel een mechaniek als een meubelstuk. Mechanische klokken zijn vanaf de 13e eeuw bekend. De eerste mechanieken werden door gewichten gaande gehouden; aan het begin van de 15e eeuw kwam het veermechanisme in gebruik, en in de 17e eeuw deden zich grote technische vorderingen voor.
Enkele hoofdtypen die kunnen worden onderscheiden, zijn: wandklokken (zoals in de Nederlanden de stoelklok of in Europa de lantaarnklok), staande klokken (zoals het Amsterdams staand horloge), tafelklokken en rijtuigklokken. De laatste hadden een draaggreep voor het vervoer, en dikwijls hoort er een etui bij.
Een bijzonder voorbeeld is nog de chronometer: zo leidde de uitvinding van de scheepschronometer tot preciezer metingen op zee.
Regulateurs zijn precisiemechanismen die door een aanpassing in de slinger een verbetering waren op de reeds bestaande klokken. Het zijn zeer herkenbare hangende klokken door hun rechthoekige vorm en deur welke voor de hele kast geplaatst is. Ze zijn er in vele uitvoeringen, van heel sober met alleen een sokkel tot klokken met bijvoorbeeld een jachttafereel als kroon en knoppen en druppels aan de onderkant van de kast en sokkel. Zie ook bijvoorbeeld de paardjesklok.
In de 17e eeuw werd nog een vergelijkbaar instrument uitgevonden, dat niet de tijd mat maar de luchtdruk, en daarmee een weersverwachting gaf: dat was de barometer.
In de 19e eeuw werden nog veel andere hoogwaardige mechanische instrumenten vervaardigd, van sextanten tot precisieweegschalen, die in de antiekmarkt erg gewild zijn.

#### Horloges
De uitvinding van het veerwerk maakte de ontwikkeling van zakhorloges mogelijk, die in de 16e eeuw ontstonden; hun opvolgers, de polshorloges, dateren van het begin van de 20e eeuw.

#### Jukeboxen
Jukeboxen, muziekkasten die vinyl kunnen afdraaien, kunnen als antiek worden bestempeld wanneer zij de leeftijd van 65 jaar hebben bereikt. Deze apparaten kunnen door middel van een keuzeselectiesysteem 45 en 78 toerenplaten afspelen, doorgaans door middel van betaling. Hoewel jukeboxen nog in menig huiskamer staan, begint de verkoop ervan langzaam te slijten, omdat de bekendste Amerikaanse producent Wurlitzer, deze niet meer produceert. Andere, nog in de handel zijnde jukeboxen zijn Rock Ola, AMI en Seeburg.

### Kleden, tapijten, textiel

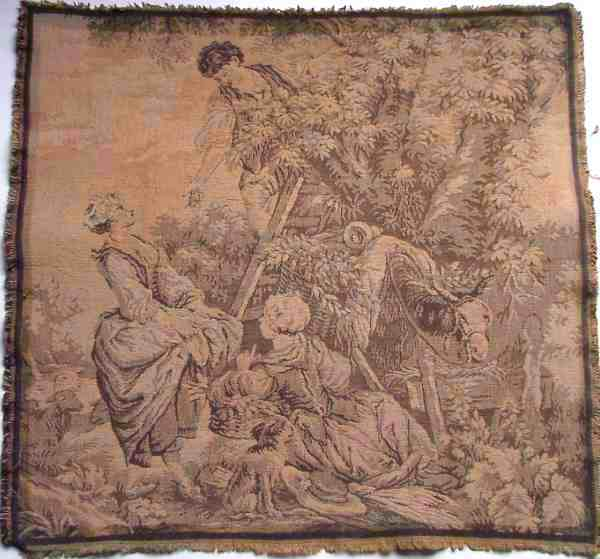
Spaans wandkleed, Victoriaanse tijd

Frans wandkleed 15e eeuw

Het verschil tussen kleden en tapijten betreft de afmetingen: kleden zijn niet groter dan ruwweg 2½ bij minder dan 2 m. Is die breedte ongeveer 1 m, dan is het een loper.
Grondstoffen kunnen sterk variëren; met name zijn natuurlijke materialen gebruikt: wol, katoen, zijde. Dit geldt natuurlijk met name voor de tapijten die in vele landen reeds uit de 3e eeuw voor onze jaartelling bekend zijn.
Het gebruik van tapijten is hetzij als vloerbedekking of als wandversiering; in het laatste geval wordt vaak gesproken van gobelins. Wandtapijten dateren vanaf het eind van de Middeleeuwen.
De weefvormen vallen in twee hoofdgroepen uiteen. Platte weefsels zijn een samenstel van haaks op elkaar geweven draden, schering en inslag; kleden met pool hebben opstaande draden, de schering, vaak van wol en op maat geknipt, staat rechtop.

#### Oosters
Bij de bekende oosterse kleden en tapijten wordt al gauw aan producten van Perzische oorsprong gedacht, maar de herkomst kan variëren: zij komen evenzeer uit Turkije, Turkmenistan, de Kaukasus en het Verre Oosten.
Een Perzisch tapijt van voor 1800 is vaak groot van afmeting, van wol of zijde geweven, soms met metaaldraad daardoorheen. Tussen 1800 en 1850 is de kwaliteit veel minder, maar na 1850 worden hoogwaardige tapijten gemaakt voor de export naar het Westen. Er zijn dan twee soorten: die welke van stammen afkomstig zijn en waarnaar ook nu nog veel vraag is, en die uit de steden. Rond 1880 worden westerse motieven waarneembaar, zoals bloemen.
Vroeg-Ottomaanse tapijten (voor 1700) hebben vaak geometrische bloemmotieven en schrifttekens. De vraag naar deze tapijten is groot, de prijs hoog. Ook hier valt, vanaf de 19e eeuw, westerse invloed te bespeuren: voor die markt werden de tapijten nu veelal gemaakt. In tegenstelling tot de oudere exemplaren, die overwegend van wol waren, werd nu zijde en katoen meer gebruikt.
Van het heterogene gebied dat de Kaukasus vormt, is van voor 1600 weinig productie bekend. Daarna zijn de motieven vaak helder van kleur en groot, de voorstellingen betreffen dikwijls bloemen of dieren. Er zijn, vooral uit het zuiden, veel kleden en lopers, vaak met vrij grove motieven.
Voorwerpen uit Turkmenistan zijn vaak klein van omvang, wol wordt veel gebruikt, en behalve kleden en tapijten zijn er veel zakken, tuigage en andere gebruiksvoorwerpen vervaardigd. Geometrische dier- en plantmotieven komen veel voor.
Tapijten uit het Verre Oosten zijn afkomstig uit China, maar ook uit Mongolië, Nepal, Tibet of Oost-Turkestan. Ze zijn vaak zwaar van uitvoering; de rug is vaak van katoen, de pool van wol. Hier zijn behalve de roodachtige kleuren ook vaak geel en blauw aanwezig. Ook nu weer komen gebruiksvoorwerpen voor. De motieven weerspiegelen vaak een andere cultuur dan die van het Nabije Oosten: zo komen op Chinese tapijten vaak draken of lotusbloemen voor.

#### Europa
Handgeknoopte Spaanse tapijten stammen uit de Moorse periode. Vaak is in de motieven een Turkse invloed herkenbaar, later ook Franse. Portugese tapijten zijn vaak op volkskunst gebaseerd.
Een geheel ander soort tapijten werd in Frankrijk vanaf 1627 vervaardigd in de Savonnerie (een gebouw bij Parijs) en later, toen de vraag toenam, ook in het Zuid-Franse Aubusson. Motieven kunnen classicistisch zijn, maar ook allerlei andere stijlen weerspiegelen, afhankelijk van de heersende smaak. Na een onderbreking door de Franse Revolutie kwam de productie opnieuw op gang, voortaan vaak in de empirestijl en met militaristische of zeer gecompliceerde motieven. Goede Savonnerietapijten zijn uitzonderlijk duur.
In Groot-Brittannië en Ierland kwam de productie pas rond het midden van de 18e eeuw op gang; tot dan toe werd er vooral geïmporteerd uit Perzië en Turkije. Toen er eenmaal tapijten werden geproduceerd, volgen die vaak de smaak van de dag, en ze laten dus een veelheid van stijlen zien. Enkele kenmerkende motieven zijn rozen en aardbeiplanten, maar ook heraldische figuren.

### Textiel

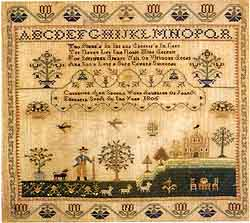
Merklap uit Philadelphia 1805

Bij textiel valt te denken aan een veelheid van toepassingen: borduur- en ander naaldwerk, merklappen, lappendekens en gestikte dekens, maar ook kleding: jurken, sjaals, omslagdoeken, kantwerk, herenkleding.
Het oudste in Europa bewaard gebleven borduurwerk is waarschijnlijk het Tapijt van Bayeux.
De kloof tussen antieke kleding en de 'gewone' tweedehandskleding zoals in kringloopwinkels, wordt tegenwoordig overbrugd door vintage.

### Keramiek
Keramiek valt, afhankelijk van de temperatuur van stoken, uiteen in drie groepen naar hardheid: het relatief zachte aardewerk, het harde porselein en een tussenvorm, steengoed. Enkele voorbeelden worden hieronder genoemd.

#### Aardewerk
In de 16e eeuw ontstond in Japan raku, dat vaak voor eenmalig gebruik was bestemd, en werd gestookt doordat men een (thee)kom in een vuurtje legde, waardoor die werd gebakken. In de Middeleeuwen ontdekten de Arabieren hoe ze met tinglazuur majolica konden maken. De naam die wij ervoor gebruiken, is afgeleid van "Majorca", maar de oudere antieke majolica is vooral afkomstig uit Italië (15e-16e eeuw en later). Vanaf de 17e eeuw werd het ook in Delft gemaakt.

#### Steengoed
Een bekend voorbeeld van steengoed zijn de Duitse bierpullen die rond 1500 tot ontwikkeling kwamen; bekend zijn de baardmankruiken: kruiken met daarop in reliëf een gezicht met een baard. Ook in Frankrijk en Engeland werd overigens steengoed gemaakt; in Engeland ging het aanvankelijk om Duitse import, en het duurde nog meer dan een eeuw voordat er inheems steengoed werd gemaakt. In China was steengoed al veel eerder bekend: hoogtepunten komen al voor in de Sungperiode (10e-13e eeuw).

#### Porselein
Het bekendste Oosterse porselein is waarschijnlijk dat uit de Chinese Mingperiode. Ook T'ang, Yüan en andere perioden brachten porselein voort. Soms was dit blauw-wit, soms polychroom, terwijl ook allerlei andere kleuren en patronen voorkomen. Vanaf de 17e en 18e eeuw produceerden ook vele Europese landen porselein.

### Glas en kristal
Voorwerpen ontworpen en vervaardigd door de glaskunstenaar Copier.
Bijvoorbeeld geslepen kristallen karaffen van voor 1900.

### Metalen voorwerpen

#### Metalen
- IJzer. Voorwerpen van een ijzerlegering betreffen vrijwel uitsluitend gereedschappen, en worden zelden in de antiekhandel aangetroffen.
- Lood. Lood is erg zacht en wordt alleen gebruikt in glas in loodramen, hoewel er ook her en der sierlepels van lood zijn gemaakt.
- Tin. Tin is een veelgebruikt metaal voor kleinere gebruiksvoorwerpen, zoals bekers (de bierpullen met deksel op schilderijen van Pieter Bruegel de Oude zijn van tin), karaffen en suikerpotten, en voor siervoorwerpen (tinnen soldaatjes). Het is een zacht, makkelijk te gieten materiaal en wordt verzameld vanwege de karakteristieke diepgrijze kleur.
- Brons. Brons is een legering van koper en tin, en wordt al sinds de prehistorie gebruikt voor kunstvoorwerpen en wapens. Het materiaal is goed te verwerken. Bronzen voorwerpen die men in de antiekhandel kan verwachten zijn vooral (bewerkte) schalen en beelden. Brons kan (hoewel minder dan koper) oxideren waardoor het een enigszins grijsgroene kleur krijgt, die gewaardeerd wordt als teken van ouderdom.
- Zilver. Zilver is bijzonder populair, zowel voor kunst- als gebruiksvoorwerpen over de hele wereld. Men kan zilver gebruikt zien in combinatie met hout (wandelstokken met zilveren knop), glas (karaffen met zilveren deksel of handvat), meubels en kisten (ebbenhout en ivoor gevat in zilver beslag), leer (gordels en zwepen) enzovoort. Alle mogelijke voorwerpen zijn gemaakt in louter zilver: bestek, servies, sieraden, munten en beeldjes. Schalen en kommen en dergelijke worden ook wel van binnen verguld.

Overigens wordt zilver nooit in volledig zuivere vorm verwerkt, maar gemengd met een kleine hoeveel ander metaal, bijvoorbeeld koper (sterlingzilver). Daarom worden in sommige landen, waaronder Nederland, grote zilveren voorwerpen namens de overheid gemerkt met stempels voor datum, plaats en maker. In die landen zijn de merken van de maker geregistreerd en kunnen dan worden opgezocht.
Ook voor zilveren voorwerpen geldt dat het patina wordt beschouwd als een waardevol teken van ouderdom. De zachte glans van zilver ontstaat door het gebruik, dat talloze fijne krasjes veroorzaakt. Opnieuw polijsten wordt daarom niet aanbevolen.
Bij verzilverde voorwerpen zoals bestek, wordt een dun laagje zilver aangebracht over een metalen (bijvoorbeeld roestvrijstalen) oppervlak. Vaak wordt de zwaarte van verzilvering aangeduid met een merk.
- Goud. Goud is zo duur, dat het meestal wordt verwerkt in combinatie met juwelen, daarom wordt het onder sieraden behandeld. Wel wordt het veel gebruikt voor munten, horloges en natuurlijk trouwringen.

### De marges van de antiek
Onder druk van de markt neigt de ouderdomsgrens van antieke voorwerpen naar verschuiving; steeds recenter werk wordt dan als antiek beschouwd. Zo vielen uitingen van de jugendstil al na zestig jaar binnen de categorie; art deco wordt nu als antiek beschouwd, terwijl ook voorwerpen uit de schrale oorlogstijd en uit de jaren vijftig gretig aftrek vinden, evenals memorabilia zoals oorspronkelijke singles van de Beatles, oudere gesigneerde voetbalshirts, oud speelgoed enzovoort. In deze gevallen gaat het, strikt genomen, (nog) niet om antiek in engere zin. Belangrijker is hier dat het voorwerp een authentieke vertegenwoordiger is van de periode waaruit het stamt.

## Terminologie

### Voorwerpen en handel
Het woord antiek is een collectivum: het duidt voorwerpen collectief aan en kan niet slaan op één bepaald voorwerp. Wil men dat toch doen, dan spreekt men van "stuk antiek", of van "antiquiteit"; dat laatste woord wordt voornamelijk in het meervoud gebruikt.
Het woord komt daarnaast voor als bijvoeglijk naamwoord: "antiek voorwerp", "antiek schilderij" enzovoort.
Een handelaar in antiek wordt een "antiquair" genoemd, tenzij hij in oude boeken handelt: dan is de aanduiding "antiquaar". In beide gevallen kan men de handel en de winkel waarin deze plaatsvindt "antiquariaat" noemen, maar dat laatste woord slaat vooral op boekhandels; bij andere winkels zal men eerder woorden als 'antiquair' of 'antiek' zien staan.

### Oudheid
In een andere betekenis verwijst het woord 'antiek' naar de klassieke oudheid als periode in de geschiedenis. "Antieke oudheid" dient soms als synoniem van 'klassieke oudheid', mensen en vooral de Griekse en Romeinse schrijvers uit die periode zijn "de antieken”.